# 메리앤 무어

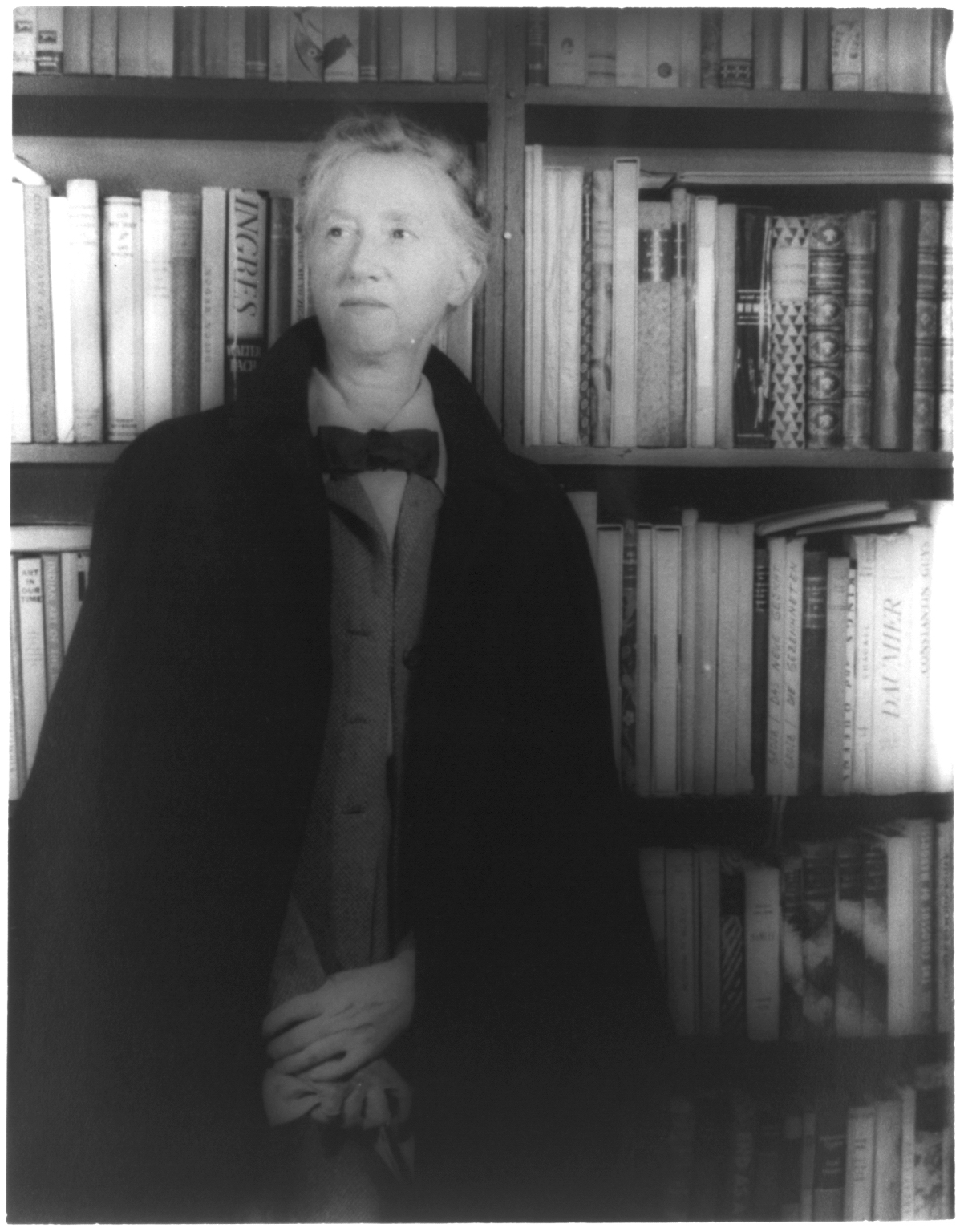
메리앤 무어

메리앤 무어(영어: Marianne Moore, 1887년 11월 15일 ~ 1972년 2월 5일)는 미국의 여류시인이다.
미주리주에서 태어나 브린 보어 칼리지를 졸업한 후, 펜실베이니아 학교에서 속기(速記)를 가르치기도 하고 뉴욕 공립도서관에 근무하기도 했다. 그 후 <다이얼>지(誌)의 편집자도 지냈다. 시집 <관찰>(1924)로 다이얼상을 받고, T. S. 엘리엇의 서문이 든 <선시집(選詩集)>(1935), <세월이란 무엇이냐>(1941), <그럼에도 불구하고>(1944) 등을 내었다. <전시집(全詩集)>(1951)은 볼링겐상과 퓰리처상을 받았다. 지적인 관찰, 정확한 이미지, 특이한 시형(詩形) 등으로서 그녀는 가장 독창적인 미국 시인의 한 사람으로 지목되고 있다. 라퐁텐의 <우화>를 영역하기도 하고, 평론집 외에 근래의 시집에는 <성채(城砦)처럼>(1957), <용이 되고파>(1960)가 있다.